# مادلین آستور
مادلین آستور (انگلیسی: Madeleine Astor; ۱۹ ژوئن ۱۸۹۳ – ۲۷ مارس ۱۹۴۰) یک شخص طراز اول اهل ایالات متحده آمریکا و از بازماندگان حادثه کشتی تایتانیک بود. وی همسر دوم و بیوهٔ جان جیکوب آستور چهارم بود.